# Дін Рід
Дін Рід (англ. Dean Cyril Reed; нар.22 вересня 1938, Денвер — пом.13 червня 1986, Східний Берлін) — американський співак, кіноактор, кінорежисер і громадський активіст, популярний в 1970-х роках у країнах Латинської Америки, та свого часу відомий у соціалістичних країнах Східної Європи, насамперед в НДР та СРСР, але майже зовсім невідомий у себе на батьківщині, у США.
В СРСР йому присвоїли прізвисько «червоний ковбой», у Східній Європі його прозвали «червоним Елвісом». Радянська пропаганда використовувала Діна Ріда як «агітатора проти капіталізму — за соціалізм» та «міжнародного борця за мир». Сам себе він подавав як «патріота США» та «марксиста».

## Біографія
У шкільні роки він активно займався аматорським спортом, головним чином плаванням та бігом на великі дистанції, був чемпіоном свого штату серед юнаків. 1958 року приїхав до Каліфорнії і підписав контракт з музичною студією Capitol Records. Студія забезпечила йому рекламу, він став співаком, записав декілька платівок, з'являвся на національному телебаченні й здобув певну популярність. Проте справді популярними його пісні стали в Південній Америці. Після кількох дуже успішних гастролей по країнах Латинської Америки він вирішив залишитися в Аргентині. Там він записував альбоми, знімався у фільмах і вів свою власну телепередачу. Але його ліві погляди та політична активність (зокрема, Рід виступав за заборону ядерної зброї, проти війни у В'єтнамі, влаштовував концерти, весь збір від яких йшов ув'язненим) не подобалися правим силам Аргентини, і під їх тиском в 1966 році Дін Рід був вимушений виїхати з країни. Кілька років він прожив в Римі, де активно знімався в так званих «спагеті-вестернах» — «ковбойських» фільмах про американський Дикий Захід італійського виробництва. Пізніше почав зніматися в СРСР і країнах Східної Європи, де також був дуже популярним (вперше приїхав в СРСР у 1965 році).
У 1971 році опублікував критичного «відкритого листа» Олександру Солженіцину (якого тоді цькували в СРСР КДБ ЦК КПРС та радянські ЗМІ), в якому докоряв письменника-дисидента та колишнього зека у нерозумінні «переваг соціалізму» та «непатріотизмі». Цей лист був широко надрукований у радянських газетах.
З 1973 року Дін Рід перебрався до НДР, де одружився зі східно-німецькою акторкою Ренате Блюме (у шлюбі Ренате Блюме-Рід), яка як стало пізніше відомо мала тісні стосунки із Штазі, та оселився в особняку на березі Зойтенського озера у фешенебельному передмісті Східного Берліна.
Він продовжував співати, зніматися у кіно, а також знімав власні фільми, не полишаючи й політичної діяльності. Найвідомішим його фільмом став «Співак» — біографічний фільм про чилійського друга Діна Ріда, співака Віктора Хару, який був убитий піночетівцями після військового перевороту в Чилі 1973-го року.
Попри свої ліві переконання (сам Рід називав себе «марксистом»), Дін Рід ніколи не вступав в комуністичну партію (зокрема в країні свого постійного мешкання — соціалістичній НДР) і завжди підкреслював свою любов до США.

## Смерть
Останній виступ співака відбувся у квітні 1986 — це було інтерв'ю телепрограмі «60 Хвилин» американського телеканалу CBS, в якому Рід вчергове захищав Берлінський мур та звинуватив президента Рональда Рейгана в «державному тероризмі».
13 червня 1986 року його було знайдено мертвим в озері на мілководді неподалік від його вілли в Східному Берліні. Спочатку були поширені плітки, що він «потонув». Ця версія мала мало спільного з реальністю — було широко відомо, що з 17 років Рід був чемпіоном з плавання і завжди почувався в воді «як риба». Згодом з'явилася «офіційна інформація» про те, що співак був знайдений з перерізаними артеріями та великою дозою таблеток снодійного в шлунку. Також була пред'явлена «передсмертна записка» на 15 аркушах, чомусь написана нерівними великими літерами. Сім'я співака не вірила у версію «самогубство» і вважала, що його вбила служба безпеки НДР Штазі. Незадовго до смерті співак поділився з друзями своїм бажанням повернутися до США. В розсекречених архівах Штазі дослідники знайшли документи негласного нагляду за Рідом лише до 1977 року, решта виявилася «втраченою».

## Фільмографія
- 1964 — «Love Has Many Faces» (США)
- 1965 — «Mi primera novia» (Аргентина)
- 1965 — «Guadalajara en verano» (Мексика)
- 1965 — «Ritmo nuevo y vieja ola» (Аргентина)
- 1967 — «Dio li crea… Io li ammazzo!» (Італія)
- 1967 — «Buckaroo» (Італія)
- 1968 — «I nipoti di Zorro» (Італія)
- 1969 — «Il diario proibito di Fanny» (Італія)
- 1969 — «Mitra Baby Face» (Італія)
- 1969 — «Блондинка – приманка для вбивці» / «Blonde Koeder fuer den Moerder» / «La morte bussa due volte» (Італія — ФРН)
- 1970 — «Saranda» (Італія — Іспанія)
- 1970 — «La Banda de los tres crisantemos» (Іспанія — Італія)
- 1971 — «Indio Black, sai che ti dico: Sei un gran figlio di…» / «Adio's, Sabata» (Італія — США — Іспанія)
- 1971 — «Пірати зеленого острова» / «Los Corsarios» / «I pirati dell'isola verde» (Італія — Іспанія)
- 1971 — «La stirpe di Caino» (Італія)
- 1973 — «Storia di karat'e, pugni e fagioli» (Іспанія — Італія)
- 1973 — «З життя одного ледаря» / «Aus dem Leben eines Taugenichts» (НДР — Західний Берлін)
- 1974 — «Kit & Co.» (НДР — СРСР — ЧРСР)
- 1975 — «Брати по крові» / «Blutsbrueder» (НДР) — Гармоніка
- 1976 — «Посміхнися, ровеснику!» / «Soviel Lieder, soviel Worte» (НДР — СРСР)
- 1978 — «Співак» / «El Cantor» (НДР) — Віктор Хара
- 1981 — «Співай, ковбою, співай» / «Sing, Cowboy, Sing» (НДР) — Джо
- 1984 — «Uindii» / «Races» (Японія — Західний Берлін)